# Георгиос Томопулос
Георгиос (Гонгос) Томопулос (на гръцки: Γεώργιος Θωμόπουλος) е гръцки революционер, деец на гръцката въоръжена пропаганда в Македония от началото на XX век.

## Биография
Георгиос Томопулос е роден в катеринското село Ритини, тогава в Османската империя. Присъединява се към гръцката пропаганда и действа като четник срещу българските чети, действащи в региона. Скоро става капитан и формира своя собствена въоръжена група, която ръководи под името капитан Гонгос. Действал с четата си в областта на Олимп, като пази гръцкото население от османските жестокости, гарантира сигурността на керваните и противодейства на румънската пропаганда сред власите в региона и водачите ѝ Апостол Хаджигогу и Дзенка. Участва в съвместни операции с капитаните Николаос Стрембинос, Николаос Рокас, Михаил Анагностакос (Матапас) и Георгиос Франгакос (Малеас).
След Младотурската революция в 1908 година и амнистията за бунтовниците, Томопулос оставя оръжието, но скоро отново става нелегален. Участва като доброволец с четата си в Балканските войни.